# بنزونتريل
بنزونتريل هو مركب كيميائي له الصيغة  (C6H5(CN (اختصارًا PhCN). هذا المركب العضوي العطري سائل عديم اللون ذو رائحة اللوز الحلو. يتم استخدامه بشكل رئيسي كسابق ل بنزوجوانامين الراتنج.

## الإنتاج
يتم تحضيره بالتأكسد الأموني للتولوين، وهو تفاعله مع الأمونيا والأكسجين (أو الهواء) في درجة حرارة 400 إلى 450م° (752 إلى 842 ف°). 
C6H5CH3 + 3/2 O2 + NH3 → C6H5(CN) + 3 H2O
يمكن تحضيره في المختبر بواسطة تجفيف البنزاميد أو بواسطة تفاعل روزينموند فون براون باستخدام السيانيد النحاسي أو NaCN / DMSO والبروموبنزين. 

## التطبيقات

### استخداماته في المختبر
يعتبر البنزونتريل مذيب مفيد وسابق متنوع للعديد من المشتقات. يتفاعل مع الأمينات لتحمل البنزاميدات المستبدلة N بعد التحلل المائي.  وهو سابق لثاني فينيل الكيتامين (Ph2C=NH (bp. 151 °C, 8 mm Hg عن طريق تفاعله مع بروميد فينيل المغنيسيوم يليها تحلل الميثانول. 
يشكل البنزونتريل معقد تناسقي مع معادن انتقالية قابلة للذوبان في المذيبات العضوية والغير مستقرة بشكل ملائم. أحد الأمثلة هو PbCl2(PhCN)2. يتم استبدال روابط البنزونتريل بسهولة بواسطة روابط أقوى، مما يجعل مجمعات البنزونتريل وسيطة تركيبية مفيدة. 

## التاريخ
اكتشف البنزونتريل من قبل هيرمان فيهلينج في عام 1844. حيث وجد المركب كمنتج من التجفيف الحراري لبنزوات الأمونيوم. استنتج هيكله من التفاعل التماثلي المعروف لفورمات الأمونيوم  الذي ينتج الفورمونتريل. كما صاغ الاسم بنزونتريل الذي أعطى الاسم لجميع مجموعة النتريل.
في عام 2018، أعلن اكتشاف البنزونتريل في وسط نجمي.